# 14-19
14-19 è il secondo EP di Paolo Benvegnù, pubblicato nell'ottobre del 2007 per la sua nuova etichetta La Pioggia Dischi.

## Descrizione
Il titolo indica le ore 14 e 19 del pomeriggio: Benvegnù dedica questo EP all'amore e lo immagina ascoltato da una coppia di amanti in un pomeriggio, traccia per traccia, dalle 14 alle 19, con eccezione delle 17, che è l'ora del the.
Tra i brani vi è la cover di Cosa sono le nuvole di Domenico Modugno.
L'EP è stato promosso da un originale tour diviso in tre tappe di tre serate ciascuna: nella prima tappa vengono suonate le tracce inedite; nella seconda viene presentato il progetto musicale-teatrale Marinai; mentre nella terza, intitolata La stanza, l'autore si dedica ad un reading che tratta la storia di un uomo e una donna.

## Tracce
1. La distanza – 3:56
2. Hungry Thirsty – 4:04
3. Nel silenzio – 3:55
4. Cosa sono le nuvole – 3:49
5. Lo spazio irregolare – 4:40